# Alex Carrillo
Alex Carrillo (Saltillo, Coahuila, 20 de noviembre de 1998) es un ilustrador y artista visual mexicano. En 2020 se convirtió en autor best-seller por su libro Faces a coloring book by Alex Carrillo.
Ha colaborado con Scribe México y el Tecnológico de Monterrey. Su arte ha llegado a The Walt Disney Family Museum y a países como China, India, Estados Unidos, Inglaterra y Brasil.

## Trayectoria
Comenzó a dibujar desde una temprana edad. Su estilo está inspirado en series animadas y la cultura del streetwear. Tomó como referencia a artistas como Glen Keane, Kaws y caricaturas de Hanna-Barbera y Disney.
En 2018 ingresó a la carrera de Animación y Arte Digital en el Tecnológico de Monterrey. Comenzó a compartir su arte en redes sociales, esto lo llevó a colaborar con distintas marcas a nivel nacional.

## Faces a coloring book by Alex Carrillo
En 2020 lanzó su primer libro para colorear titulado Faces a coloring book by Alex Carrillo. Se convirtió en Best-Seller en Amazon México en la categoría de Arte y Cultura en Lengua Extranjera junto a J.K. Rowling y Kaws.
Está inspirado en la moda contemporánea, así como en la diversidad y multiculturalidad en las personas. El libro llegó a distintos países como Canadá, Estados Unidos, Panamá y Países Bajos.

## Exposiciones
- En 2020 participó en la convocatoria de la exhibición virtual de The Walt Disney Family Museum siendo uno de los 120 artistas seleccionados. La exposición rindió tributo al 55 aniversario de la canción It’s a Small World.[18][7] Contribuyó con su ilustración titulada Unity con 55 personajes de diferentes culturas alrededor del mundo.[9]
- En 2021 expuso en la exhibición virtual Conserving the Magic of our Planet en The Walt Disney Family Museum con dos ilustraciones tituladas Inspiring the Youth y Keeping The Magic Alive.[19][20][21] Fue seleccionado para participar en la exhibición presencial Spirit of the Season en The Walt Disney Family Museum en la ciudad de San Francisco, California, con dos ilustraciones tituladas Magical season, Magical moments y Cheers to the memories.[22][23]

## Colaboraciones y otros proyectos
- En 2018 fue invitado por Scribe México para realizar una ilustración del Día de San Valentín.[18][24]
- Se encargó del diseño de personajes para el programa Storytellers del Tecnológico de Monterrey.
- Ha ilustrado portadas para discos y escenografías para obras de teatro.[5][25]
- En 2020 ilustró el cuento infantil de la autora Lakia T. Hickman titulado ABC 's of Self-Confidence: To Help Promote Positive Self-Esteem, un libro para niños y niñas afroamericanas que habla sobre la autoestima.[9][26]
- En 2021 colaboró con Forbes Life, la revista de estilo de vida de Forbes México, con una ilustración.[4][27]
- Estrenó su cortometraje Express, el cual obtuvo el primer lugar en el Toronto Indie Filmmakers Festival en Toronto, Canadá.[27][28][23]

## Premios
Recibió la distinción de Mejor Líder Creativo cinco veces consecutivas, un premio otorgado por el Tecnológico de Monterrey en Saltillo.